# Карлик, Лев Наумович
Лев Нау́мович Ка́рлик (11 июня 1898, Кишинёв — 1975, Москва) — советский учёный-патофизиолог и эндокринолог, историк науки. Доктор биологических наук, профессор.

## Биография
Был старшим ребёнком в семье кишинёвского мещанина Нахмана Шмилевича (Шмулевича) Карлика (1868—?) и Тубы Хаимовны Талесник (родом из Умани, 1871—?), которые вступили в брак в Кишинёве 2 февраля 1896 года.
В апреле 1919 года был призван в армию, участник гражданской войны. В 1926 году переехал из Саратова в Москву. В 1932 году окончил отделение естествознания Института красной профессуры, после чего возглавил отдел патологической физиологии Московского медико-биологического института. В 1934 году стал заведующим отделом патофизиологии Государственного института экспериментальной эндокринологии, в 1938 году — профессором и заведующим кафедрой патологической физиологии 3-го Московского медицинского института и Московского стоматологического института.
В 1941 году был направлен в Ижевск для помощи в организации кафедры патологической физиологии Ижевского медицинского института. Подполковник медицинской службы запаса. В 1943 году вернулся в Москву на прежнюю должность заведующего кафедрой патологической физиологии 3-го Московского медицинского института.
В 1948 году в ходе кампании по борьбе с космополитизмом его жена — член-корреспондент АН СССР Ревекка Сауловна Левина — была арестована (освобождена спустя шесть лет). В 1950 году он сам был смещён с должности и переведён Рязань, где в 1950—1968 годах был заведующим кафедрой патологической физиологии Рязанского медицинского института имени И. П. Павлова.

### Семья
- Жена — Ревекка Сауловна Левина (1899—1964), аграрный экономист, член-корреспондент Академии наук СССР.
  - Сын — Михаил Львович Левин (1921—1992), физик-теоретик, доктор физико-математических наук.
  - Сын — Владимир Львович Левин (1938—2012), математик, доктор физико-математических наук.

## Научная деятельность
В 1926—1930 годах, будучи студентом, провёл серию экспериментальных исследований эндокринных функций гипофиза, на основе которой опубликовал несколько научных работ в международных журналах. Продолжил эти исследования в 1930-х годах, завершив их публикацией в 1939 году монографии «Роль гипофиза в физиологии и патологии в свете эксперимента».
Другие труды Карлика посвящены различным аспектам эндокринологии, почечной гипертонии, истории медицины. Является автором тринадцати монографий.
Вёл переписку с В. Т. Шаламовым.

## Награды
- Золотая медаль Французской Академии наук за монографию «Клод Бернар».